# Meganthias
Meganthias là một chi cá biển thuộc phân họ Anthiadinae nằm trong họ Cá mú.

## Các loài
Chi Meganthias bao gồm các loài sau:
- Meganthias carpenteri Anderson, 2006[3]
- Meganthias filiferus Randall & Heemstra, 2008[4]
- Meganthias kingyo (Kon, Yoshino & Sakurai, 2000)[5]
- Meganthias natalensis (Fowler, 1925)